# Ilex sinica
Ilex sinica är en järneksväxtart som först beskrevs av Ludwig Eduard Loesener, och fick sitt nu gällande namn av Shiu Ying Hu. Ilex sinica ingår i släktet järnekar, och familjen järneksväxter. Inga underarter finns listade i Catalogue of Life.